# Even Tjiviju
Even Tjiviju (2 febbraio 1992) è un velocista namibiano, specializzato nei 100 e 200 metri piani.

## Biografia
Dal 2014 ha preso parte costantemente ai campionati africani senza però arrivare mai a raggiungere la gara finale. Unico successo continentale è stata la partecipazione nel 2015 ai Giochi panafricani, conquistando la medaglia d'argento nella staffetta 4×100 metri.
Maggiori traguardi li ha ottenuti come guida per l'atleta non vedente Ananias Shikongo con cui ha preso parte alle gare T11 di 100 e 200 metri ai Giochi paralimpici di Rio de Janeiro 2016, conquistando rispettivamente una medaglia di bronzo e una d'oro.

## Palmarès
| Anno | Manifestazione      | Sede        | Evento      | Risultato  | Prestazione | Note             |
| ---- | ------------------- | ----------- | ----------- | ---------- | ----------- | ---------------- |
| 2014 | Campionati africani | Marrakech   | 100 m piani | Semifinale | 10"66       |                  |
| 2014 | Campionati africani | Marrakech   | 200 m piani | Semifinale | 21"14       |                  |
| 2015 | Giochi panafricani  | Brazzaville | 200 m piani | Semifinale | 21"56       |                  |
| 2015 | Giochi panafricani  | Brazzaville | 4×100 m     | Argento    | 39"22       | Record nazionale |
| 2016 | Campionati africani | Durban      | 100 m piani | Batteria   | 10"75       |                  |
| 2018 | Campionati africani | Asaba       | 100 m piani | Batteria   | 10"81       |                  |
| 2018 | Campionati africani | Asaba       | 200 m piani | Batteria   | 21"67       |                  |
| 2018 | Campionati africani | Asaba       | 4×400 m     | Batteria   | 3'11"53     | Record nazionale |

### Come atleta guida
| Anno                 | Manifestazione       | Sede           | Evento          | Risultato  | Prestazione | Note |
| -------------------- | -------------------- | -------------- | --------------- | ---------- | ----------- | ---- |
| Con Ananias Shikongo |                      |                |                 |            |             |      |
| 2012                 | Giochi paralimpici   | Londra         | 100 m piani T11 | Semifinale | 11"49       |      |
| 2012                 | Giochi paralimpici   | Londra         | 200 m piani T11 | Semifinale | 23"20       |      |
| 2012                 | Giochi paralimpici   | Londra         | 400 m piani T11 | Batteria   | 52"45       |      |
| 2013                 | Mondiali paralimpici | Lione          | 100 m piani T11 | Bronzo     | 11"85       |      |
| 2013                 | Mondiali paralimpici | Lione          | 200 m piani T11 | Argento    | 22"71       |      |
| 2013                 | Mondiali paralimpici | Lione          | 400 m piani T11 | 4º         | 52"15       |      |
| 2015                 | Mondiali paralimpici | Doha           | 200 m piani T11 | Argento    | 22"84       |      |
| 2016                 | Giochi paralimpici   | Rio de Janeiro | 100 m piani T11 | Bronzo     | 11"11       |      |
| 2016                 | Giochi paralimpici   | Rio de Janeiro | 200 m piani T11 | Oro        | 22"44       |      |
| 2016                 | Giochi paralimpici   | Rio de Janeiro | 400 m piani T11 | Bronzo     | 50"63       |      |
| 2016                 | Giochi paralimpici   | Rio de Janeiro | 4×100 m T11-T13 | 4º         | 43"66       |      |
| 2017                 | Mondiali paralimpici | Londra         | 100 m piani T11 | Argento    | 11"33       |      |
| 2017                 | Mondiali paralimpici | Londra         | 200 m piani T11 | 5º         | 23"31       |      |
| 2017                 | Mondiali paralimpici | Londra         | 400 m piani T11 | 7º         | 52"83       |      |
| 2019                 | Mondiali paralimpici | Dubai          | 100 m piani T11 | Semifinale | dq          |      |
| 2023                 | Mondiali paralimpici | Parigi         | 100 m piani T11 | Argento    | 11"11       |      |